# 戈壁角龍屬
戈壁角龍屬（學名：Gobiceratops）是角龍亞目恐龍的一屬，生存於白堊紀晚期的蒙古。化石發現於西戈約特組（Barun Goyot Formation），是個幼年體的頭骨，長3.5公分。戈壁角龍被認為是弱角龍的近親，兩者都屬於弱角龍科。模式種是小戈壁角龍（G. minutus），是在2008年由V. R. Alifanov命名。